# Îlot de Nossa da Conceição
L'îlot de Nossa da Conceição (en portugais : Ilhéu de Nossa da Conceição) est un îlot situé dans la municipalité de Funchal, à Madère, au Portugal.
Sur l'îlot se trouve la forteresse de Nossa Senhora da Conceição.